# Statistik (Funktion)
Eine Statistik ist eine spezielle mathematische Funktion im gleichnamigen Teilgebiet der Mathematik, der Statistik. Statistiken unterscheiden sich strukturell nicht von Schätzfunktionen wie beispielsweise Punktschätzern, werden aber aufgrund der grundlegend unterschiedlichen Aufgaben, für die sie herangezogen werden, von diesen unterschieden.

## Definition
Gegeben sei ein statistisches Modell {\displaystyle (X,{\mathcal {A}},(P_{\vartheta })_{\vartheta \in \Theta })} sowie ein Messraum {\displaystyle (E,{\mathcal {E}})}. Dann heißt eine messbare Funktion
{\displaystyle S:(X,{\mathcal {A}})\to (E,{\mathcal {E}})}
eine Statistik. Dabei bedeutet Messbarkeit, dass für alle {\displaystyle M} aus der σ-Algebra {\displaystyle {\mathcal {E}}} die Urbilder {\displaystyle S^{-1}(M)} in der σ-Algebra {\displaystyle {\mathcal {A}}} enthalten sind.

## Bemerkung zur Definition
Die Messbarkeit einer Funktion ist beispielsweise garantiert, wenn sie von dem {\displaystyle \mathbb {R} ^{n}} in den {\displaystyle \mathbb {R} ^{m}} abbildet, stetig ist und als σ-Algebren die entsprechenden Borelsche σ-Algebren {\displaystyle {\mathcal {B}}} gewählt sind. Meist sind diese σ-Algebren standardmäßig gewählt.
Die Messbarkeit ist nötig, um analog zum Vorgehen bei Zufallsvariablen die Verteilung der Statistik definieren zu können. Dies bedeutet, dass man auch Ausdrücke wie
{\displaystyle P_{\vartheta }(S\in M){\text{ für }}M\in {\mathcal {E}}}
untersuchen will. Dies wird dann als Bildmaß definiert über
{\displaystyle P_{\vartheta }(S\in M)=P_{\vartheta }(S^{-1}(M))}.
Die Messbarkeit garantiert hier, dass die rechte Seite wohldefiniert ist.

## Abgrenzung
Mathematisch stimmen die Begriffe „messbare Funktion“, „Zufallsvariable“, „(Punkt)schätzer“ und „Statistik“ überein. Zentraler Punkt ihrer gemeinsamen Definition ist, dass diese die Konstruktion von Verteilungen und Bildmaßen ermöglicht.
Wichtiger Punkt bei der Unterscheidung von Schätzfunktion und Statistik ist die Verwendung und Interpretation der Funktion. So ordnen und strukturieren Statistiken vorhandene Informationen (wie die Ordnungsstatistik) oder sind Hilfsmittel für die Konstruktion von Verfahren (wie die Teststatistik).
Im Gegensatz dazu werten die Schätzfunktionen vorhandene Daten aus, versuchen einen Wert möglichst gut zu erraten und unterliegen dabei gewissen Qualitätskriterien.
Die Unterscheidung ist teils schwierig. Man betrachte ein statistisches Modell, das das n-malige Werfen mit einer möglicherweise asymmetrischen Münze formalisiert, also
{\displaystyle X=\{0,1\}^{n},\;{\mathcal {A}}={\mathcal {P}}(X)}   und   {\displaystyle (P_{\vartheta })_{\vartheta \in \Theta }=\{\operatorname {Ber} _{\vartheta }^{n}\,|\,\vartheta \in [0,1]\}}.
Dabei steht Ber für die Bernoulli-Verteilung. Dann ist das Stichprobenmittel
{\displaystyle M\colon X\to [0,1]}   definiert durch   {\displaystyle M(x)={\frac {1}{n}}\sum _{i=1}^{n}x_{i}}
ein Punktschätzer für den Parameter {\displaystyle \vartheta }. Die Funktion
{\displaystyle S\colon X\to \mathbb {R} }   definiert durch   {\displaystyle M(x)=\sum _{i=1}^{n}x_{i}}
unterscheidet sich von dem Punktschätzer nur um den Vorfaktor {\displaystyle {\tfrac {1}{n}}}, kann aber als Statistik verwendet werden, welche die Beobachtungstiefe reduziert. Sie reduziert die vollständige Beschreibung des Experimentes mit der Reihenfolge der Würfe auf die Information, wie oft die gewünschte Seite geworfen wurde.
In der statistischen Physik gibt es eine abweichende Verwendung des Begriffs Statistik als Bezeichnung für bestimmte Wahrscheinlichkeitsverteilungen, z. B. die Boltzmann-Statistik, die Bose-Einstein-Statistik und die Fermi-Dirac-Statistik. Allgemein wird in der statistischen Physik das Wort Statistik und das adjektiv statistisch häufig für wahrscheinlichkeitstheoretische Konzepte verwendet. Dies kommt schon in der Bezeichnung statistische Physik für einen Teil der Physik zum Ausdruck angelegt ist, der auch stochastische Physik oder probabilistische Physik heißen könnte.